# Agostino Abbagnale
Agostino Abbagnale (født 25. august 1966 i Pompei) er en italiensk tidligere roer og tredobbelt olympisk guldvinder.
I begyndelsen af sin karriere prøvede Abbagnale sig af i forskellige bådtyper. Han roede toer med og uden styrmand ved internationale ungdomsstævner, og ved sit første senior-VM i 1985 var han med til at blive nummer to i otteren.
Første gang, han var med ved OL, var 1988 i Seoul, hvor han sammen med Gianluca Farina, Piero Poli og Davide Tizzano stillede op i dobbeltfirer. Italienerne vandt deres indledende heat og semifinale sikkert, og i finalen vandt de med et forspring på halvandet sekund til Norge, der var lidt over et sekund foran Østtyskland på tredjepladsen. Efter sejren og præmieoverrækkelsen sprang Abbagnale i søen, men ramte derved Tizzano, som tabte sin guldmedalje. Den blev først fundet to dage senere af dykkere.
Efter OL 1988 var han nødt til at holde en længere pause på grund af dyb venetrombose i benet.
Hans næste store internationale konkurrence var ved OL 1996 i Atlanta, hvor han stillede op i dobbeltsculler sammen med Davide Tizzano. De vandt deres indledende heat og semifinale sikkert, og i finalen var de igen hurtigst, da de vandt foran nordmændene Kjetil Undset og Steffen Størseth (som de også havde besejret i semifinalen), mens franskmændene Frédéric Kowal og Samuel Barathay blev nummer tre.
I både 1997 og 1998 var han med til at vinde VM-guldmedaljer i dobbeltfirer.
Hans sidste OL blev i 2000 i Sydney, hvor han igen stillede op i dobbeltfireren, denne gang sammen med Alessio Sartori, Rossano Galtarossa og Simone Raineri. De indledte med at vinde deres indledende heat i klart bedste tid, en præstation de gentog i semifinalen, og de vandt finalen med et forspring på mere end to sekunder til Holland, der var under et sekund hurtigere en Tyskland på tredjepladsen. Dermed sikrede Abbagnale sig sin tredje guldmedalje i lige så mange forsøg.
Hans sidste store præstation kom, da han sammen med Franco Berra vandt VM-sølv i dobbeltsculleren i 2002. Han indstillede sin karriere i 2003 efter nye problemer med blodpropper i benene.
Agostino Abbagnale var lillebror til Giuseppe og Carmine Abbagnale, der ligeledes hentede flere OL-medaljer.

## OL-medaljer
- 1988:  Guld i dobbeltfirer
- 1996:  Guld i dobbeltsculler
- 2000:  Guld i dobbeltfirer